# خنافس عش النمل
خنافس عش النمل (الاسم العلمي: Paussinae)، فُصيلة حشرات كبيرة (العدد) من غمديات الأجنحة وفصيلة الخنافس الأرضية.